# Internement des soldats juifs d'Algérie
L'internement des soldats juifs d'Algérie est le placement dans des camps d'internement des Juifs algériens servant dans l'armée française, durant la Seconde Guerre mondiale.

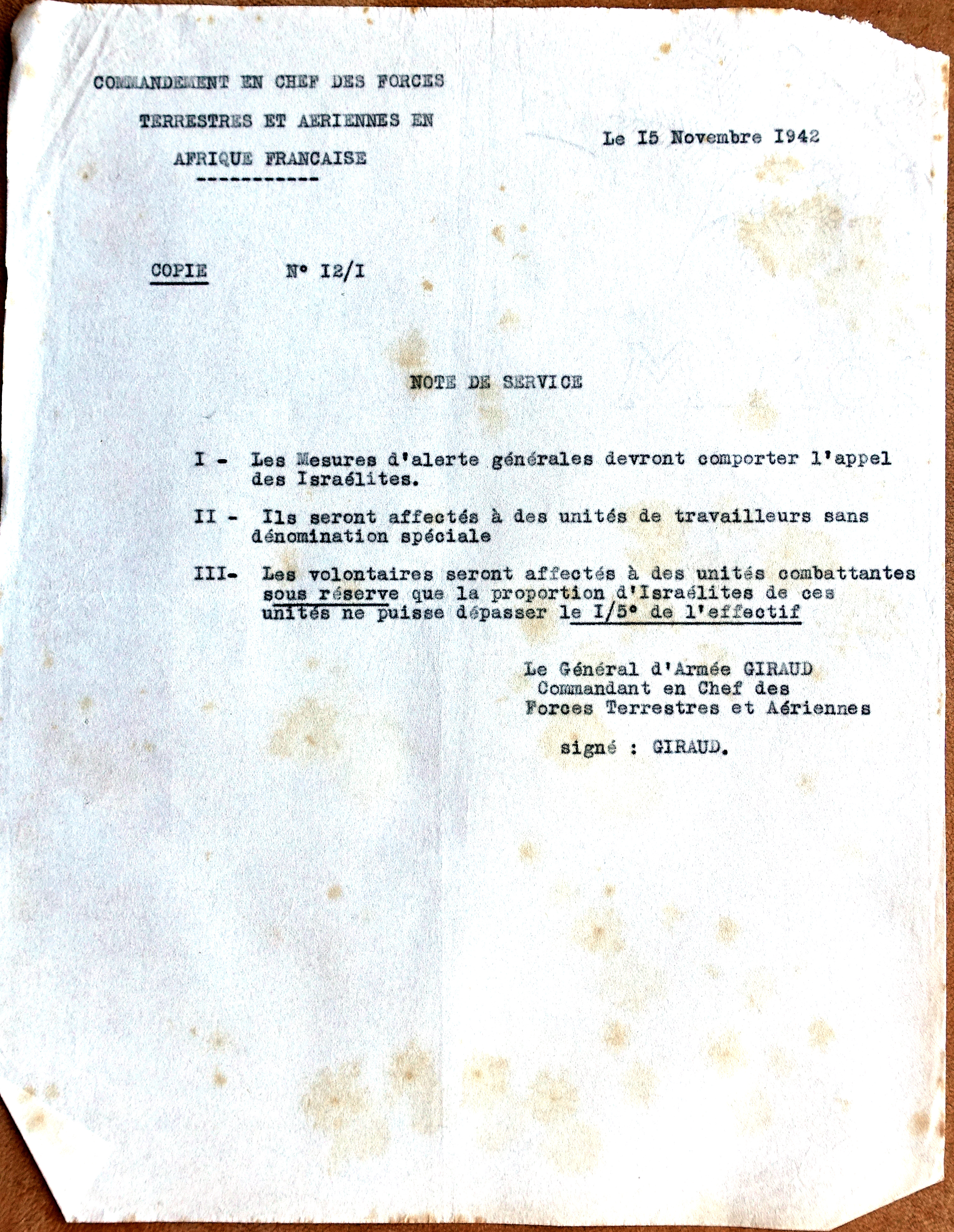
Note de service du général Giraud, commandant en chef des Forces Terrestres et Aériennes en Afrique Française du 16 novembre 1942

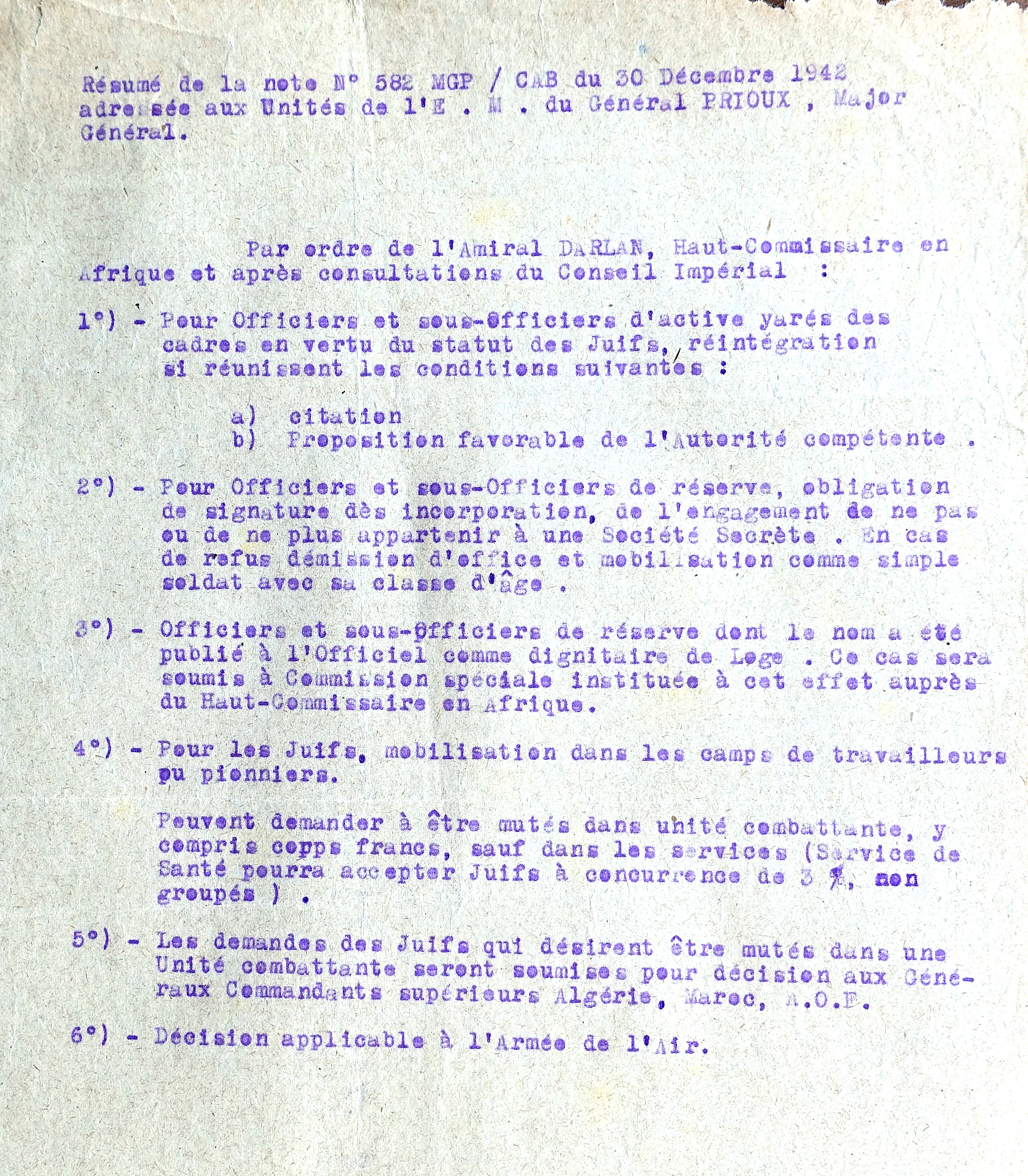
Résumé de la Note 582 MGP-CAB du 30 décembre 1942 adressée aux unités de l'État Major, du général Prioux, Major général, (par ordre de l'amiral Darlan, et après consultation du Conseil Impérial)

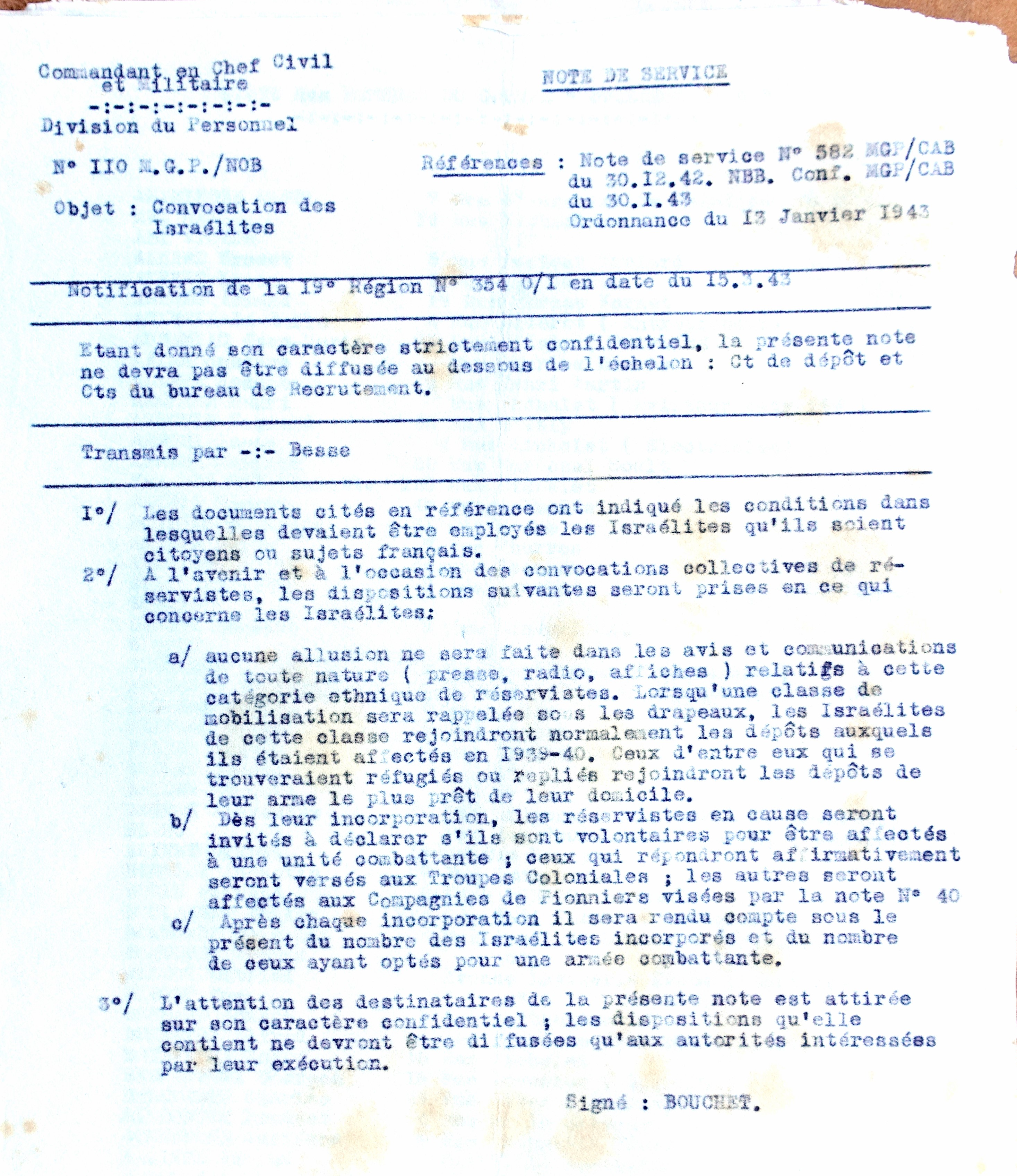
Notification du CCCM le 15 mars 1943 à la 19e Région, objet : Convocation des Israélites

Lorsque le second conflit mondial éclate en septembre 1939, plusieurs centaines de Juifs d'Algérie sont comme leurs compatriotes français d'Algérie et de métropole mobilisés sous les drapeaux. Ils rejoignent principalement des unités de zouaves et de chasseurs d'Afrique. Après la défaite française face à l'Allemagne nazie lors de la bataille de France, les soldats juifs se retrouvent dans une situation difficile au sein des forces françaises d'Afrique du Nord ralliées au gouvernement collaborationniste de Vichy.
La décision de les interner est prise après l'une des lois sur le statut des Juifs, celle du 7 octobre 1940, qui abroge le décret Crémieux de 1870 et retire ainsi aux Juifs d'Algérie la nationalité française acquise collectivement soixante-dix ans plus tôt.
Le 28 février 1941, le général Huntziger, secrétaire d'État à la Guerre de Vichy, envoie au général Weygand, délégué général du gouvernement de Vichy en Afrique française, un courrier lui signalant que « les rapports sur l'état d'esprit des troupes de l'Afrique du Nord font ressortir que les juifs demeurés dans les unités ont une influence néfaste et que, par leur manque de sens national, ils nuisent au bon moral dans ces unités » et lui demandant de « retirer tous les juifs des unités de l'Afrique du Nord ».
Le 27 mars 1941, les circulaires Picquendar donnent le signal de l'internement de ces soldats. Les Juifs algériens sont donc démobilisés et, contrairement aux autres jeunes Français, envoyés dans les camps pour y être astreints à des travaux humiliants et inutiles. Ils commencent à rejoindre le camp de Bedeau et celui de Teleghma.
Après le 8 novembre 1942, l'opération Torch place progressivement le territoire algérien sous le contrôle des Alliés. 
La note de service du général Giraud, commandant en chef des forces terrestres et aériennes en Afrique française, du 16 novembre 1942, et la note 582 MGP-CAB du 30 décembre 1942 adressée aux unités de l'état-major du général Prioux, major général, par ordre de l'amiral Darlan, prévoit le maintien en poste des soldats et des fonctionnaires israélites lorsqu'ils sont anciens combattants ou médaillés militaires, leur maintien dans des unités non combattantes sinon, et la possibilité de dérogations pour ceux qui en font la demande.
La Notification confidentielle du 15 mars 1943, issue du Commandant en Chef Civil et Militaire, le général Giraud, à l'adresse de la 19e Région continue cependant l'application de règles discriminatoires plus de quatre mois après la libération par le débarquement Allié, et conformément aux principes vichystes.
Ce n'est qu'en juin 1943 que les soldats internés peuvent rentrer chez eux.
À partir de 1958, des actions sont entreprises pour obtenir une reconnaissance morale de ces faits auprès des autorités de la République française, voire le statut d'interné politique pour ces soldats juifs. Le 20 novembre 1992, un projet de loi visant à faire reconnaitre le caractère abusif et raciste de ces mesures est déposé à l'Assemblée nationale par Pierre Joxe, ministre de l'Intérieur.  En 2000, l'existence des camps algériens est reconnue par l'Allemagne, qui indemnise les plus démunis parmi les anciens internés considérant qu'ils ont été soumis à des travaux forcés.

## Sources
- Jean-Dominique Merchet, « Une page noire, jamais écrite, de l'histoire de l'armée. Quand vichy internait ses soldats juifs d'Algerie. », Libération,‎ 30 décembre 1997 (lire en ligne)
- « Les soldats juifs d'Algérie », dossier du site Akadem.
- « Note de service 110 MGP/NOB, Commandant en Chef Civil et Militaire, division du personnel, suivant la notification 334 G/I de la 19e RM du 15/3/1943 », sur WikiCommons (consulté le 7 aout 2018).